# Episodi de Il commissario Moulin (ottava stagione)
| nº    | Titolo originale         | Titolo italiano | Prima TV Francia  | Prima TV Italia |
| ----- | ------------------------ | --------------- | ----------------- | --------------- |
| 1-61  | Le Pire des cauchemars   |                 | 19 maggio 2005    |                 |
| 2-62  | Un coupable trop parfait |                 | 16 febbraio 2006  |                 |
| 3-63  | Le Sniper                |                 | 22 settembre 2005 |                 |
| 4-64  | Sous pression            |                 | 19 gennaio 2006   |                 |
| 5-65  | Kidnapping               |                 | 17 novembre 2005  |                 |
| 6-66  | Affaires de famille      |                 | 15 dicembre 2005  |                 |
| 7-67  | Le Profil du tueur       |                 | 20 luglio 2006    |                 |
| 8-68  | Le Petit Fugitif         |                 | 5 ottobre 2006    |                 |
| 9-69  | La Dernière Affaire      |                 | 26 ottobre 2006   |                 |
| 10-70 | Les bavures              |                 | 5 giugno 2008     |                 |

## ?
- Titolo originale: Le Pire des cauchemars
- Diretto da: Hervé Renoh
- Scritto da: Philippe Isard

- Titolo originale: Série noire
- Diretto da: Jean-Luc Breitenstein
- Scritto da: